# 68e parallèle sud
Pour les articles homonymes, voir 68e parallèle.
En géographie, le 68e parallèle sud est le parallèle joignant les points de la surface de la Terre dont la latitude est égale à 68° sud.

## Géographie

### Dimensions
Dans le système géodésique WGS 84, au niveau de 68° de latitude sud, un degré de longitude équivaut à 41,822 km ; la longueur totale du parallèle est donc de 15 056 km, soit environ 37,5 % de celle de l'équateur. Il en est distant de 7 546 km et du pôle Sud de 2 456 km,.
Le 68e parallèle est situé à 49 km au sud du cercle polaire antarctique.

### Régions traversées
Le 68e parallèle sud passe en grande majorité au-dessus de l'océan Austral, mais coupe le continent antarctique et des îles avoisinantes sur une partie de son parcours. Au total, il survole des terres émergées sur le quart de sa longueur.
Le tableau ci-dessous résume les différentes zones traversées par le parallèle :
| Zone                                | Début                 | Fin                   | Longueur (km) |
| ----------------------------------- | --------------------- | --------------------- | ------------- |
| Océan Austral                       | 68° 00′ S, 65° 23′ O  | 68° 00′ S, 43° 51′ E  | 4 568         |
| Antarctique                         | 68° 00′ S, 43° 51′ E  | 68° 00′ S, 69° 44′ E  | 1 082         |
| Océan Austral                       | 68° 00′ S, 69° 44′ E  | 68° 00′ S, 80° 00′ E  | 429           |
| Antarctique                         | 68° 00′ S, 80° 00′ E  | 68° 00′ S, 146° 42′ E | 2 790         |
| Océan Austral                       | 68° 00′ S, 146° 42′ E | 68° 00′ S, 67° 12′ O  | 6 110         |
| Antarctique (péninsule Antarctique) | 68° 00′ S, 67° 12′ O  | 68° 00′ S, 65° 23′ O  | 76            |
| Océan Austral                       | 68° 00′ S, 65° 23′ O  | 68° 00′ S, 43° 51′ E  | 4 568         |